# Schienenzeppelin
Le Schienenzeppelin, c'est-à-dire Zeppelin sur rails, est un véhicule ferroviaire automoteur propulsé par hélice conçu par l'ingénieur Franz Kruckenberg en 1929. Ce Schienenzeppelin, que Kruckenberg qualifiait d’« aérotrain » (Flugbahn-Wagen), demeura un prototype. Avec 230,2 km/h, il battit le record de vitesse sur rail, et le conserva 24 ans.
Outre sa propulsion par hélice, le véhicule se distinguait par une silhouette extrêmement aérodynamique, et notamment un nez très similaire à celui de certaines motrices de TGV modernes.
Dans le cadre du projet de standardisation des infrastructures ferroviaires du Reich (Breitspurbahn) suivi par Adolf Hitler en personne depuis mai 1942 jusqu'aux derniers jours de la Seconde Guerre mondiale, la société de construction d'aéronefs Luftschiffbau Zeppelin dressa en 1942 les plans de Schienenzeppelin à quatre étages[Quoi ?].

## Histoire

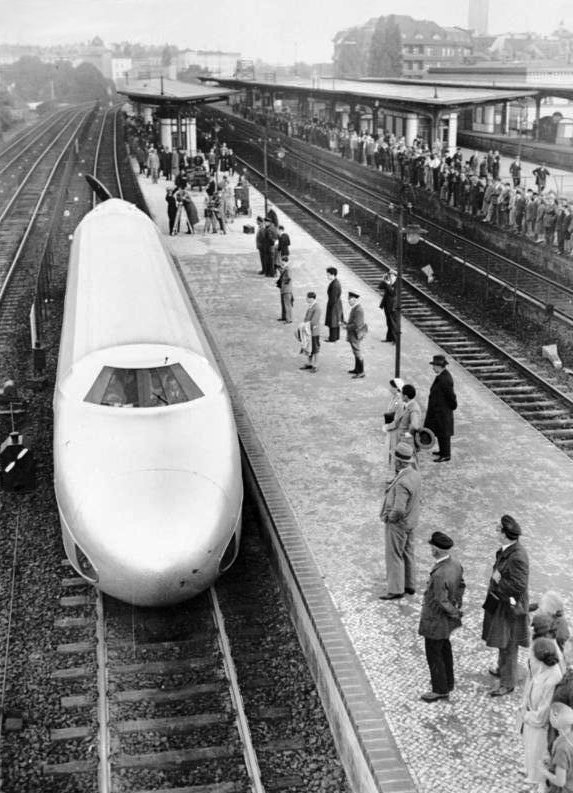
Le Schienenzeppelin en juin 1931 dans la gare centrale de Spandau (l'actuelle gare de Berlin-Stresow)

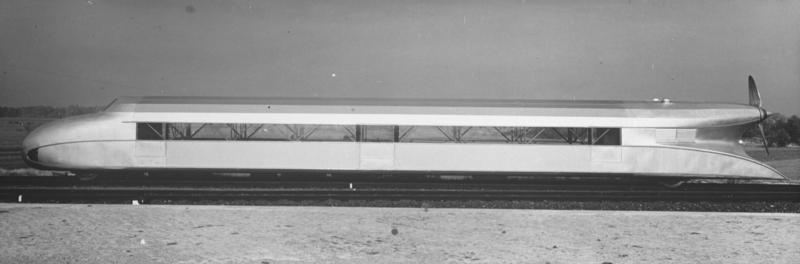
Le Schienenzeppelin en octobre 1930 sur sa rampe d'essai.

Le Schienenzeppelin de Franz Kruckenberg fut construit en 1930 dans les ateliers expérimentaux de la Deutsche Reichsbahn à Leinhausen. Cet autorail à deux essieux était long de 25,85 m avec des essieux écartés de 19,6 m. Son propulseur à hélice à deux ou quatre pales en frêne était mû par un moteur à 12-cylindres de type BMW VI, d'une puissance de 600 ch. L’arbre de transmission était incliné de 7 degrés vers le haut pour exercer une poussée légèrement oblique et contribuer à l'adhérence. On préféra utiliser l'hélice à deux pales, qui paraissait plus adaptée aux fréquences de rotation élevées.
Le 10 mai 1931 le véhicule accomplit pour la première fois le trajet entre Plockhorst et Lehrte à 200 km/h. Il effectua ensuite une tournée à travers toute l'Allemagne.
Le 21 juin 1931, il parcourut en 98 minutes (de 15 h 27 à 17 h 5) le tronçon de 257 km entre Hambourg-Bergedorf et la Gare de Lehrte à Berlin. Pilotée par Kruckenberg lui-même, la machine atteignit la vitesse de pointe de 230,2 km/h entre Karstädt et Wittenberge, battant pour 24 ans le record de vitesse sur rail. Ce record n'avait pu être battu qu'en abaissant la masse à vide à seulement 18,6 t, en équipant l'automoteur d’une ossature d’aluminium, fermée d'une toile faisant bordage.
Jusqu'au 25 juin 1931, l'automoteur fut exposé dans la future gare « Stade Olympique » (Olympiastadion) de la S-Bahn de Berlin.
En 1932, il fut démonté pour le nouveau projet de Kruckenberg : l'avant fut raccourci et équipé d’un nouveau fuselage, qui sera celui de la future locomotive DR 137 155, avec un bogie à deux essieux ; il conserva les roues libres à l'arrière. En novembre 1932, la reconstruction du Schienenzeppelin était décidée. On employa de nouveau le moteur d'avion, mais désormais le couple était transmis par deux convertisseurs hydrauliques sur chacun des arbres du train avant selon la direction[pas clair]. Les propulseurs furent équipés d'un fuselage ogival. Au début de 1933, l'engin atteignit la vitesse de 180 km/h.
Au début de 1934, le véhicule connut son ultime évolution : la pose d'un moteur de type Maybach GO 5, en préparation d'un nouveau prototype, désigné 137 155. En juillet 1934, le Schienenzeppelin effectua son dernier voyage de Berlin à Hambourg, et en novembre de la même année, fut vendu pour 10 000 Reichsmark à la Deutsche Reichsbahn qui devait procéder à de nouveaux essais ; mais ceux-ci n'eurent jamais lieu et le Schienenzeppelin fut démonté au Centre d'essais ferroviaire de la Reichsbahn de Berlin-Tempelhof. Le 21 mars 1939, le Département ferroviaire du Ministère du Reich aux Transports exigea sa mise au rebut car on manquait de place pour le garage des locomotives : l'engin étant fortement dégradé par la corrosion, il n'était plus possible d'en entreprendre la conservation.

## Inconvénients

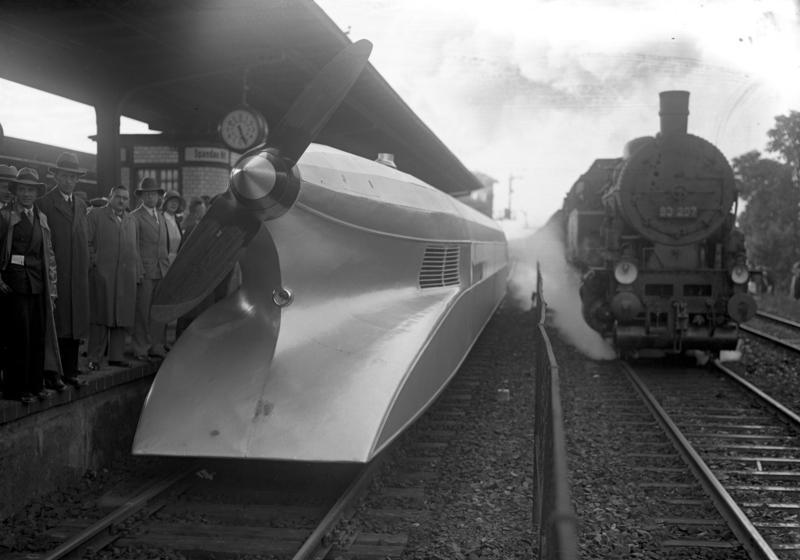
Vue de trois-quarts arrière du propulseur du Schienenzeppelin

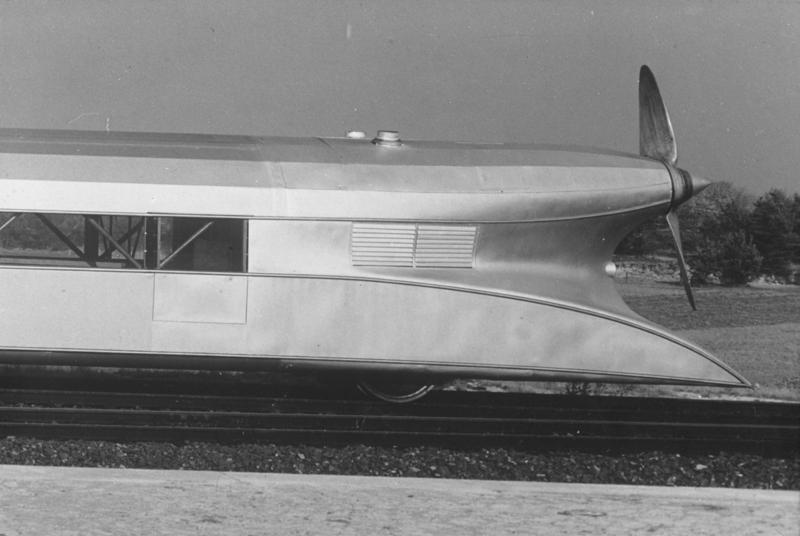
Une autre vue de l'arrière du Schienenzeppelin.

En raison de sa conception, le Schienenzeppelin ne pouvait tracter aucune remorque, à la différence d'un autorail classique dont il était pourtant assez proche en tant que véhicule automoteur pour passagers. Il n'était donc pas possible d'augmenter le nombre de passagers. En outre sa vitesse élevée rendait délicat son emploi sur les voies ferrées ordinaires, utilisées par les trains classiques aux vitesses bien plus faibles. Le recours à un moteur auxiliaire électrique était indispensable pour les manœuvres, car le propulseur était incapable d'exécuter une marche arrière, de sorte que le Schienenzeppelin était un automoteur unidirectionnel, qui pour cette raison nécessitait une infrastructure dédiée, entre autres une plaque tournante ou une jonction triangulaire. À défaut, on utilisa d'abord des rails démontables. Toutes ces limitations firent que le véhicule ne dépassa jamais le stade de prototype.

## Maquette
Plusieurs modélistes mirent au point des maquettes du Schienenzeppelin. On peut d'ailleurs voir des maquettes Märklin mises en scène dans le clip Trans Europa Express du groupe Kraftwerk.
Les maquettes à l’échelle du Schienenzeppelin étaient inutilisables pour les rayons de courbure typiquement trop courts des trains électriques, car les premières versions en modèle réduit ne disposaient que d’arbres simples, qui risquaient de se tordre. Le prototype lui-même souffrait de cette limitation et disposait pour cette raison même d'un train avant orientable. Les modèles réduits actuels sont pour cette raison plus courts ou prévus avec deux arbres moteurs.

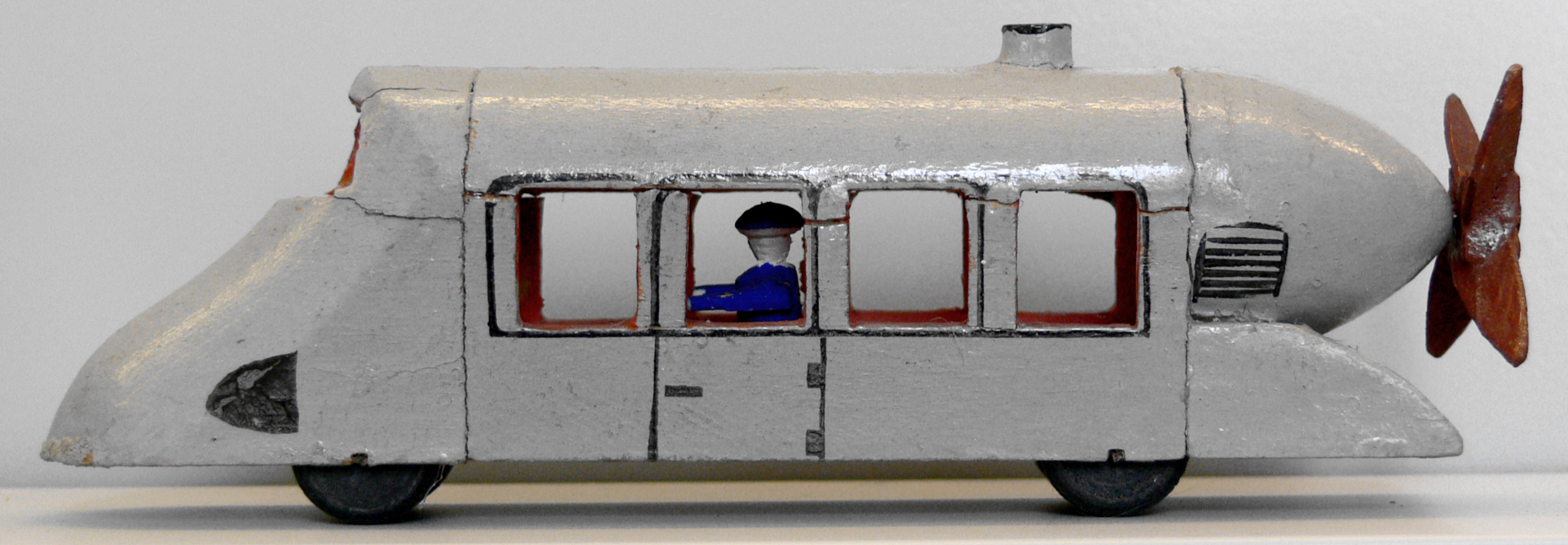
Une maquette en bois d'époque, fabriquée dans les Monts Métallifères
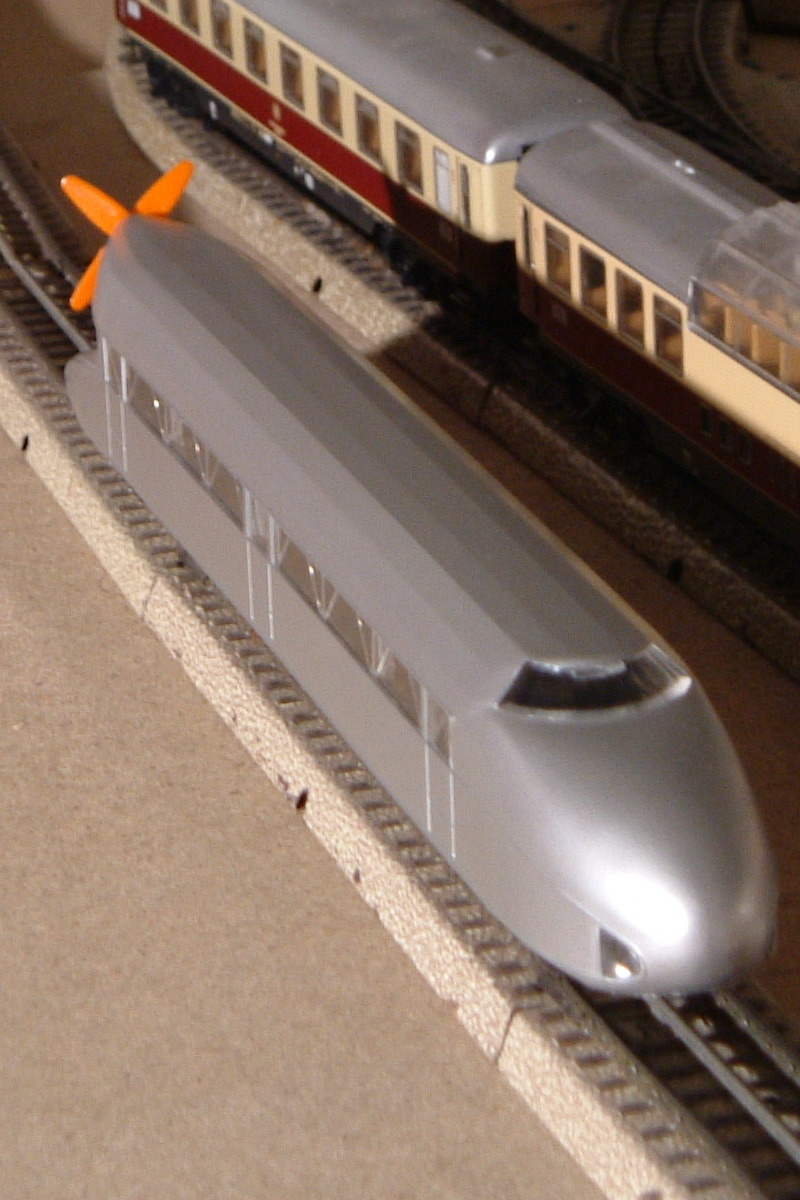
Une maquette Märklin (échelle H0)
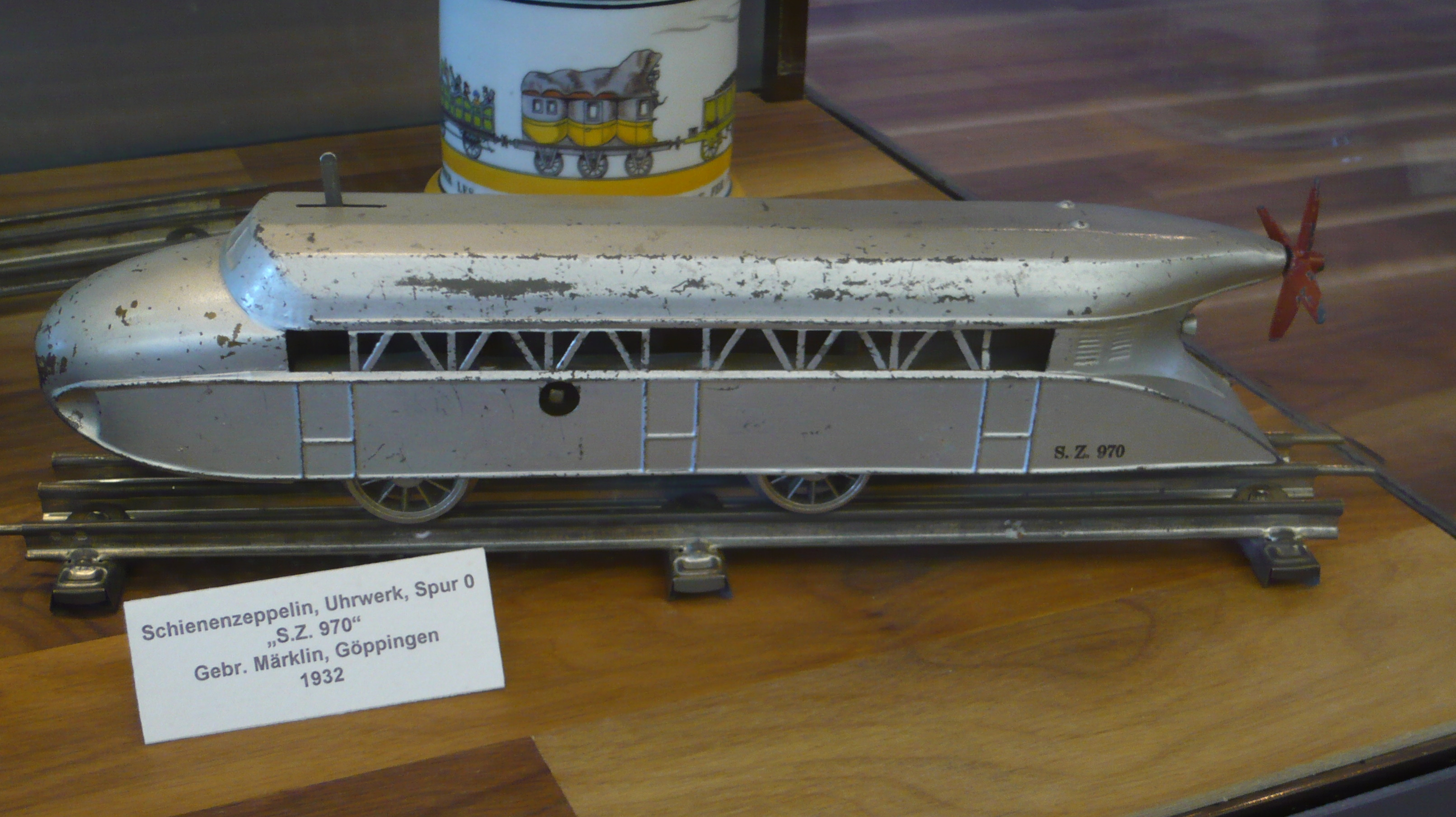
Une maquette motorisée Märklin à l'échelle 0
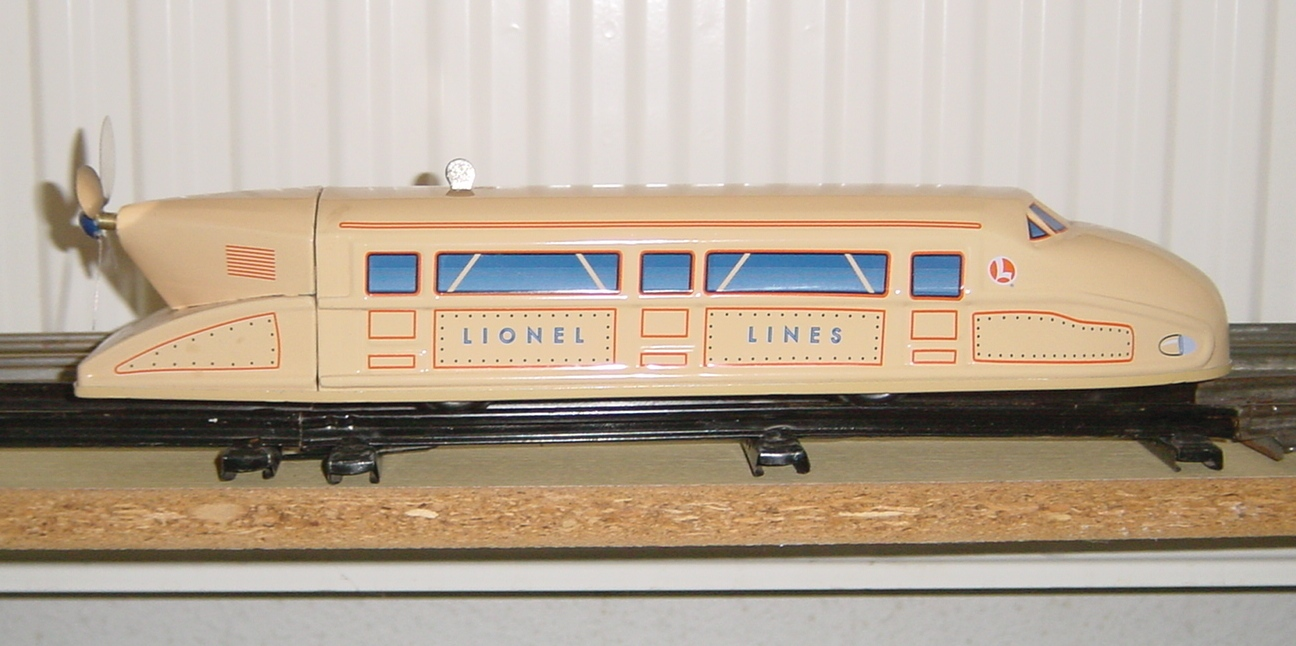
Une maquette Lionel à l'échelle 0
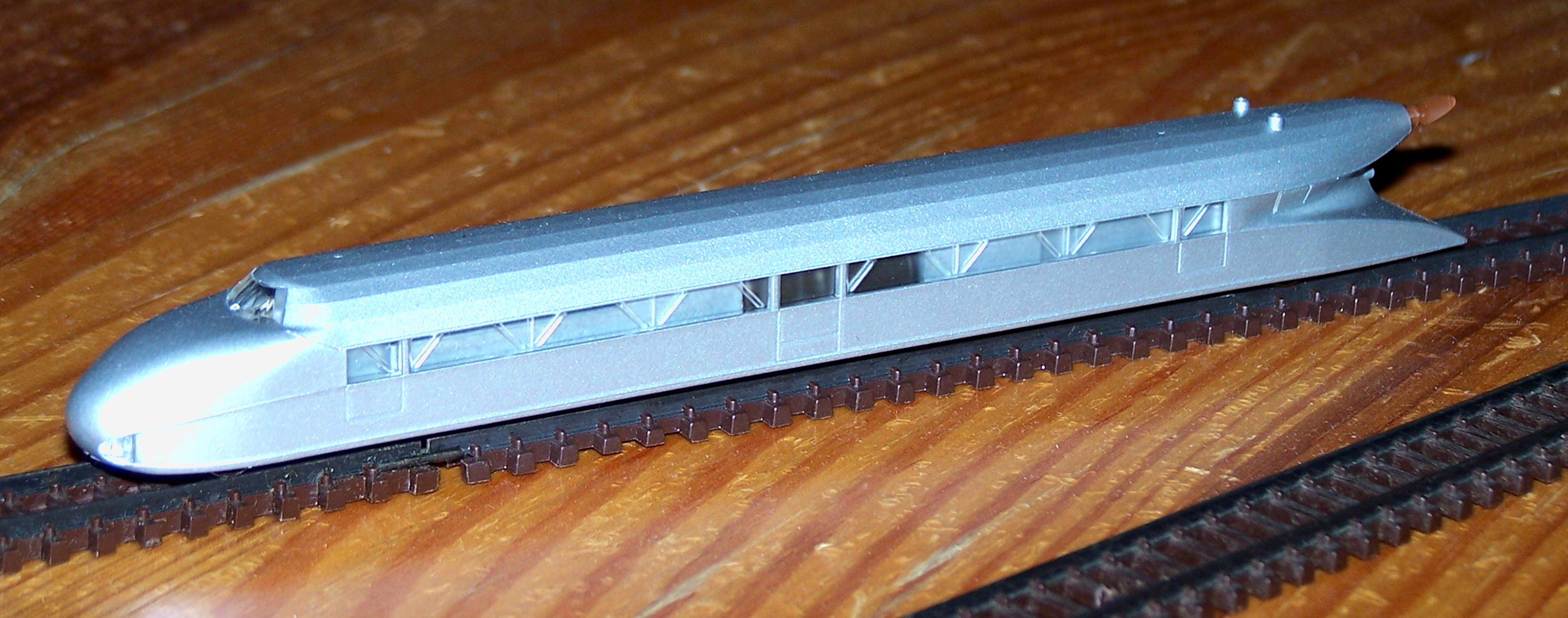
Une maquette Hobbytrain à l’échelle N

## Traduction
- (de) Cet article est partiellement ou en totalité issu de l’article de Wikipédia en allemand intitulé « Schienenzeppelin » (voir la liste des auteurs).